# Liga Norte de México
La Liga Norte de México (LNM) es una liga de béisbol profesional y es la principal filial de la Liga Mexicana de Béisbol. Inició en 1968, se interrumpió en 1971, para reiniciar en 2008. Recientemente se juega en los estados de Baja California, Baja California Sur y Sonora en México. La temporada regular se desarrolla entre abril y junio, dejando parte del mes de julio para los play-offs.

## Historia

### La vieja Liga
En sus tres temporadas de existencia (1968, 69 y 71) la vieja Liga Norte de México se caracterizó por buen nivel. Ahí participaron los Águilas de Mexicali, Tigres de Ensenada, Rieleros de Empalme, Algodoneros de San Luis R.C., Internacionales de Nogales. Ahí tiró juego sin hit ni carrera Alfredo "Lobito" Meza con Ensenada contra Empalme.

### La nueva Liga
La “nueva” Liga Norte de México con el apoyo de la Liga Mexicana de Béisbol, quedó legalmente constituida como la Liga de Béisbol Norte de México A.C.
Este circuito se creó con base en la Liga Norte de Sonora, ya que en el 2008 esa liga cambió su nombre de Liga Norte de Sonora a Liga Norte de México. Esto último porque el circuito dejó de albergar solamente a clubes sonorenses, incluyendo también a clubes de Baja California y Chihuahua. De manera oficial fue en el año 2008 cuando la Liga Norte de México comenzó actividades, pero en el año 2012 quedó establecida tal y como la conocemos hoy en día.
En el año 2012 los equipos sonorenses y bajacalifornianos tuvieron serias diferencias, mismas que provocaron la separación de la liga. Los clubes sonorenses regresaron al nombre de "Liga Norte de Sonora". Por otro lado, los bajacalifornianos y dos clubes sonorenses optaron por continuar con el nombre de "Liga Norte de México", estableciendo la liga con las bases que se le conoce actualmente.
En 2013 quedaron 6 equipos siendo 5 de Baja California: Algodoneros de San Luis R.C. Son., Aguiluchos de Mexicali, Cerveceros de Tecate, Freseros de San Quintín, Marineros de Ensenada. y Toros de Tijuana. 
En el año 2014 el campeón de Liga Norte de México disputó la Serie Campeón de Campeones contra el campeón de Liga Norte de Sonora.

### Actualidad
La Liga Norte de México se compone en 2020 por tres equipos de Baja California, dos de Baja California Sur y dos de Sonora.
En febrero de 2020 se anunció que la ciudad de Tijuana volvería a tener un equipo en esta liga, el cual tiene por nombre Industriales de Otay Tijuana, sin embargo, la temporada 2020 fue cancelada debido a la pandemia de COVID-19.
En agosto de 2021, la Liga emitió un comunicado señalando que "ya se iniciaron los trabajos para llevar a cabo nuestra temporada 2022".
El 18 de enero del 2022 un comunicado oficial de la Liga da a conocer el regreso de los Tiburones de Puerto Peñasco y en ingreso de un nuevo equipo en  Los Cabos que se llamarán "Bucaneros". y el día 3 de febrero lanzan un nuevo comunicado donde se informa que  Rojos de Caborca no participará en la temporada 2022 debido a que su estadio no cumple con los estándares requeridos por la  Liga Mexicana de Beisbol del cual son liga filial , de esta manera con los nuevos equipos se unirán a los ya confirmados Marineros de Ensenada, Freseros de San Quintín, Algodoneros de San Luis, Industriales de Otay y Delfines de La Paz para tener una temporada de 7 equipos. En marzo del 2022, se retiran los Tiburones de Puerto Peñasco, quedando seis equipos.
1. Algodoneros, de San Luis Son.
2. Los Industriales, de Otay Tijuana B.C.
3. Marineros, de Ensenada B.C.
4. Freseros, de San Quintín B.C
5. Delfines, de La Paz B.C.S.
6. Bucaneros, de Los Cabos B.C.S.

## Equipos

### Temporada 2022
| Liga Norte de México 2022    |         |                                |                                             |           |
| Equipo                       | Mánager | Sede                           | Estadio                                     | Capacidad |
| Algodoneros de San Luis      |         | San Luis Río Colorado, Sonora  | "Andrés Mena Montijo"                       | 2,500     |
| Tiburones de Puerto Peñasco  |         | Puerto Peñasco, Sonora         | "Francisco León García"                     | 4,850     |
| Delfines de La Paz           |         | La Paz, Baja California Sur    | Arturo C. Nahl                              | 4,200     |
| Freseros de San Quintín      |         | San Quintín, Baja California   | "Dr. Miguel Valdez Salazar"                 | 2,200     |
| Marineros de Ensenada        |         | Ensenada, Baja California      | Deportivo Antonio Palacios                  | 5,000     |
| Industriales de Otay Tijuana |         | Tijuana, Baja California       | Ángel Camarena Romo                         | 1,200     |
| Bucaneros de Los Cabos       |         | Los Cabos, Baja California Sur | Estadio de béisbol “Ostioneros de la Playa” | 2,000     |

## Convenios con equipos de laLiga Mexicana de Béisbol
Los convenios son los siguientes:
| Equipo                       | Equipos de la LMB |
| Algodoneros de San Luis      |                   |
| Tiburones de Puerto Peñasco  |                   |
| Delfines de La Paz           |                   |
| Freseros de San Quintín      |                   |
| Marineros de Ensenada        |                   |
| Industriales de Otay Tijuana |                   |
| Bucaneros de Los Cabos       |                   |

## Desaparecidos
A lo largo de su historia la liga ha tenido otros clubes, que por diversas circunstancias han dejado el circuito. A continuación los clubes que han desaparecido de la LNM.
| Equipo                        |
| Aguiluchos de Mexicali        |
| Azules del Valle de Mexicali  |
| Centinelas de Mexicali        |
| Cerveceros de Tecate          |
| Diablos de Hermosillo         |
| Indios de Tecate              |
| Indios Rojos de Ciudad Juárez |
| Internacionales de Nogales    |
| Langosteros de Rosarito       |
| Membrilleros de Magdalena     |
| Ostioneros de Guaymas         |
| Toritos de Tecate             |
| Toritos de Tijuana            |
| Toros de Tijuana              |
| Truenos de Tijuana            |
| Rojos de Caborca              |
| Vaqueros de Agua Prieta       |

## Campeones

### Equipos y mánagers campeones
| Temporada | Campeón                                               | Serie                                                 | Subcampeón                                            | Mánager Campeón                                       |
| --------- | ----------------------------------------------------- | ----------------------------------------------------- | ----------------------------------------------------- | ----------------------------------------------------- |
| 2012      | Marineros de Ensenada                                 | 4-2                                                   | Tiburones de Puerto Peñasco                           | Abelardo Beltrán                                      |
| 2013      | Algodoneros de San Luis                               | 4-3                                                   | Toros de Tijuana                                      | Alonso Téllez                                         |
| 2014      | Algodoneros de San Luis                               | 4-2                                                   | Freseros de San Quintín                               | Marco Antonio Guzmán                                  |
| 2015      | Centinelas de Mexicali                                | 4-3                                                   | Toritos de Tijuana                                    | Ricardo Sáenz                                         |
| 2016      | Freseros de San Quintín                               | 4-3                                                   | Algodoneros de San Luis                               | Benito Camacho                                        |
| 2017      | Marineros de Ensenada                                 | 4-3                                                   | Algodoneros de San Luis                               | Víctor Bojórquez                                      |
| 2018      | Marineros de Ensenada                                 | 4-2                                                   | Freseros de San Quintín                               | Gerónimo Gil                                          |
| 2019      | Algodoneros de San Luis                               | 4-1                                                   | Rojos de Caborca                                      | Héctor García                                         |
| 2020-21   | Torneos cancelados debido a la pandemia del COVID-19. | Torneos cancelados debido a la pandemia del COVID-19. | Torneos cancelados debido a la pandemia del COVID-19. | Torneos cancelados debido a la pandemia del COVID-19. |
| 2022      | Marineros de Ensenada                                 | 4-1                                                   | Freseros de San Quintín                               | Hernando Arredondo                                    |

### Campeonatos por Club
A continuación se muestran los campeonatos por club desde la temporada 2012:
| Equipo                      | Títulos | Subtítulos | Años de Campeonato     |
| --------------------------- | ------- | ---------- | ---------------------- |
| Marineros de Ensenada       | 4       | 0          | 2012, 2017, 2018, 2022 |
| Algodoneros de San Luis     | 3       | 2          | 2013, 2014, 2019       |
| Freseros de San Quintín     | 1       | 3          | 2016                   |
| Centinelas de Mexicali      | 1       | 0          | 2015                   |
| Tiburones de Puerto Peñasco | 0       | 1          |                        |
| Toros de Tijuana            | 0       | 1          |                        |
| Toritos de Tijuana          | 0       | 1          |                        |
| Rojos de Caborca            | 0       | 1          |                        |

### Campeonatos por Entidad Federativa
A continuación se muestran los campeonatos por entidad federativa, por cantidad de títulos y cronológicamente:
Baja California: 6 Campeonatos
- Marineros de Ensenada: 4
- Centinelas de Mexicali: 1
- Freseros de San Quintín: 1

Sonora: 3 Campeonatos
- Algodoneros de San Luis: 3